# Danette Velasco
Pour les articles homonymes, voir Velasco et Bataller.
Danette Velasco Bataller, originaire de Mexico, est une modèle mexicaine, première dauphine du concours de beauté Nuestra Belleza México (Miss Mexique) 1998. Elle représenta son pays lors de Miss Monde à Londres le 4 décembre 1999, où elle se plaça parmi les demi-finalistes et reçut le titre de Miss Top Model.